# Чхве Сан Мок
Чхве Сан Мок (кор.: хангиль: 최상목; нар. 7 червня 1963) — в.о. президента Південної Кореї та прем'єр-міністра Південної Кореї (з 27 грудня 2024 по 24 березня 2025), корейський політик.

## Біографія
Народився 7 червня 1963 року в Сеулі, Республіка Корея. Після закінчення середньої школи Осан (오산고등학교) в Сеулі вступив на юридичний факультет юридичного коледжу Сеульського національного університету в 1982 році, вибрав юридичний факультет на другому курсі і склав іспит з державного управління в 1985 році. Після закінчення з відзнакою юридичного коледжу Сеульського національного університету в 1986 році він здобув ступінь магістра державного управління у Вищій школі державного управління Сеульського національного університету.
Вступив на службу до армії 13 жовтня 1986 року. Служив адміністративним солдатом (загальна адміністративна спеціальність) у Командному управлінні штабу армії та був демобілізований рядовим 12 квітня 1987 року. У червні 1996 року здобув докторський ступінь з економіки в Корнелльському університеті, спеціалізуючись на макроекономіці.

## Політична кар'єра
З березня 1997 року служив чиновником міністерства економіки та фінансів. У 2004 році обійняв посаду директора Відділу систем цінних паперів Міністерства фінансів та економіки. З 2007 року – директор Відділу фінансової політики, а з 2010 року – директор Комітету з управління державними фондами Комісії з фінансових послуг, а з квітня 2011 року – директор Бюро координації політики Міністерства стратегії та фінансів. У вересні 2011 року був призначений директором Бюро економічної політики, а у жовтні 2013 року обійняв посаду директора Управління політичного співробітництва Міністерства стратегії та фінансів.
У липні 2014 року обійняв посаду секретаря з економіки та фінансів у канцелярії головного економічного директора президентського секретаріату, а з січня 2016 року обійняв посаду першого заступника міністра економіки та фінансів Республіки Корея, яку залишив у травні 2017 року, коли до влади прийшов уряд Мун Чже Іна.
22 березня 2019 року був призначений зовнішнім директором Ildong Holdings, а з 12 березня 2020 року – зовнішнім директором Shinhan Investment Corp.
З 24 березня 2020 року був обраний президентом Університету Нонхьоп.
У березні 2022 року, після обрання Юн Сок Йоля президентом, він взяв участь у роботі президентського перехідного комітету як секретар економічного відділу. Оскільки він обіймав посаду секретаря перехідного комітету, він привернув увагу як кандидат на посаду першого віцепрем'єра та міністра економіки та фінансів уряду Юн Сок Йоля. Однак він був призначений на посаду головного економічного секретаря в канцелярії президента.
29 грудня 2023 року був призначений першим заступником прем'єр-міністра Республіки Корея, а також міністром економіки та фінансів Республіки Корея.
Увечері 3 грудня 2024 року на засіданні кабінету міністрів, після якого президент Юн Сок Йоль ввів воєнний стан, Чхве був одним з двох міністрів, нарівні з міністром закордонних справ Чо Те Йолем, які відкрито виступили проти введення воєнного стану, в той час як інші боялися суперечити президенту, хвилюючись за свою безпеку.

### Виконувач обов'язків президента
27 грудня 2024 року внаслідок імпічменту прем'єр-міністра Хан Док Су, який також виконував обов'язки президента країни після імпічменту президента Юн Сок Йоля 14 грудня, Чхве Сан Мок розпочав виконання обов'язків президента та прем'єр-міністра Республіки Корея, згідно з черговістю заміщення посади глави держави. Таким чином, він став обіймати чотири посади — виконувача обов'язків президента, виконувача обов'язків прем'єр-міністра, першого заступника прем'єр-міністра, а також міністра економіки та фінансів. Після вступу на посаду він провів зустріч із відстороненим Хан Док Су, телефоном переговорив з головою Об'єднаного комітету начальників штабів, роздав вказівки міністрам і скликав Раду національної безпеки.
Катастрофа рейсу 2216 авіакомпанії Jeju Air, найбільш смертоносна на території Республіки Корея, сталася лише через два дні після вступу Чхве на посаду тимчасового президента. Однією з його перших дій було офіційне оголошення повіту Муан, де сталася авіакатастрофа, особливою зоною лиха. Він також наказав провести екстрену перевірку систем експлуатації повітряних суден по всій країні.
31 грудня затвердив як суддів Конституційного суду Чон Ке Сон, висунуту «Демократичною партією», та Чо Хан Чана, рекомендованого «Силою народу». При цьому він відклав призначення Ма Ин Хьока, також висунутого демократами, доки суперники не прийдуть до компромісу. Опозиційна «Демократична партія» розкритикувала Чхве за затвердження лише двох із трьох призначених Національними зборами суддів, а владуща «Сила народу» взагалі виступила проти затвердження суддів виконувачем обов'язків президента. На засіданні кабінету міністрів, під час якого відбулися затвердження, виникли суперечки. Виконувач обов'язків директора Корейської комісії з комунікацій Кім Те Гю висловив рішучий протест проти призначень, заявивши: «Ця дія, якій не вистачає демократичної легітимності, щоб прийняти її в односторонньому порядку, не вислухавши думки членів кабінету міністрів». Проти призначень також виступили міністр праці Кім Мун Су, міністр державного законодавства Лі Ван Кю та міністр науки та ІКТ Ю Сан Ім, у той час як міністр закордонних справ Чо Те Йоль підтримав призначення. У міру загострення дебатів виконувач обов'язків президента Чхве оголосив про закінчення засідання кабінету міністрів і залишив зал. Після призначень суддів голова президентської адміністрації Чон Джін Сок, радник президента з національної безпеки Сін Вон Сік, голова адміністрації президента з питань політики Сон Те Юн та радник Юн Сок Йоля із зовнішньої політики Чан Хо Джин подали у відставку. Чхве Сан Мок відхилив відставки старших помічників. Крім цього, Чхве наклав вето на два законопроєкти про призначення спеціальних прокурорів, які мали розслідувати діяльність Юн Сок Йоля та його дружини Кім Кон Хі, пов'язану з оголошенням воєнного стану та звинуваченнями в корупції.
3 січня 2025 року, під час спроби арешту підозрюваного Юн Сок Йоля силами Управління з розслідування корупції серед високопосадовців та поліції, Чхве Сан Мок просив поліцію направити додаткові сили до резиденції Юна та співпрацювати зі Службою безпеки президента, яка активно чинила опір слідчим. Проте виконувач обов'язків генерального комісара поліції Лі Хо Йон відхилив прохання Чхве і продовжив виконання ордера на арешт Юна.

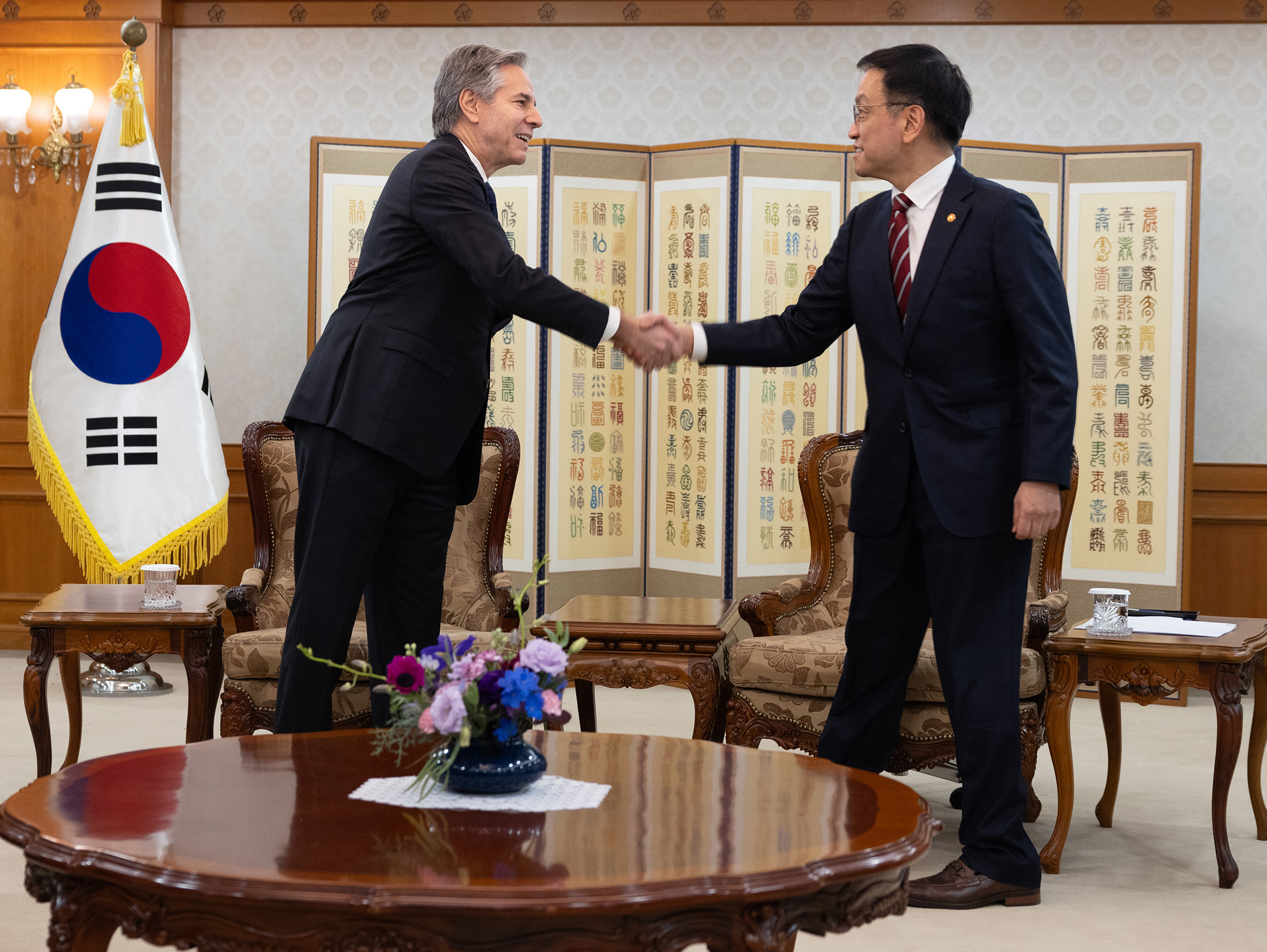
Чхве на зустрічі з державним секретарем Сполучених Штатів Ентоні Блінкеном 6 січня 2025 року в Сеулі

6 лютого 2025 року спеціальний парламентський комітет Національних зборів допитав виконувача обов'язків президента Чхве з приводу записки з вимогою виділити бюджет під створення надзвичайного законодавчого органу замість Національних зборів, яку він отримав під час воєнного стану 3 грудня. Чхве заявив, що хтось передав йому «складену записку», але в той момент він був дуже приголомшений, щоб її прочитати.
27 лютого 2025 року Конституційний суд постановив, що рішення виконувача обов'язків президента Чхве Сан Мока відкласти призначення судді Ма Ин Хьока є неконституційним і порушує права Національних зборів. Попри це він відмовився негайно призначити Ма суддею. Це призвело до того, що «Демократична партія» відмовилася бути присутньою на тристоронній зустрічі між Чхве, а також лідерами «Демократичної партії» та «Сили народу», на якій повинні були обговорюватися пенсійна реформа, виділення додаткового бюджету, а також спеціальний закон, що звільняє працівників робітників напівпровідників. Лідер фракції «Демократичної партії» у парламенті Пак Чан Де заявив, що відмовляється визнати Чхве виконувачем обов'язків президента, доки він «не виконає своїх конституційних обов'язків» і не призначить Ма Ин Хьока. 20 березня Пак Чан Де заявив, що його партія прийняла рішення розпочати процедуру імпічменту щодо виконувача обов'язків президента та заступника прем'єр-міністра Чхве Сан Мока. Приводом стала його відмова протягом більш ніж трьох тижнів призначити Ма Ин Хьока суддею Конституційного суду, попри рішення Конституційного суду про неконституційність відмови Чхве. Спікер Національних зборів У Вон Сік також погодився з проведенням імпічменту. У разі імпічменту Чхве наступним у черговості наступності посади президента став заступник прем'єр-міністра — міністр освіти Лі Джу Хо. 21 березня о 14:00 п'ять опозиційних партій подали клопотання про імпічмент до Національних зборів. Проте вже 24 березня виніс своє рішення про імпічмент щодо Хан Док Су Конституційний суд, який поставив його на посаді прем'єр-міністра та виконувача обов'язків президента.
1 травня 2025 року виконуючий обов'язки президента та прем'єр-міністр Хан Док Су подав у відставку для участі у президентських виборах. Виконання його обов'язків мав знову взяти Чхве Сан Мок. У той же день Комітет із законодавства та правосуддя Національних зборів відновив розгляд імпічменту Чхве, після чого пропозиція була передана до Національних зборів для голосування. Однак о 22:28 за місцевим часом, за кілька хвилин до голосування з імпічменту, Чхве Сан Мок подав у відставку з усіх посад. Хан Док Су прийняв відставку.